# کاروانسرای سه‌نخود
 کاروانسرای سه نخود  اثری تاریخی، دیدنی و باستانی می‌باشد که در جنوب ایران بر سر راه ارتباطی شهرستان لار، شهرستان بستک به شهرستان بندر لنگه در غرب استان هرمزگان واقع شده‌است.
این بنای تاریخی سازه‌ای سنگی با مصالح گچ و اندودهای ساروجی است که بنیان کاروانسرا را تشکیل داده‌اند.
کاروانسرای سه نخود واقع در جادهٔ قدیمی لار، و از دو قسمت تشکیل شده‌است که مساحت آن‌ها با یکدیگر برابر است. این مکان در دورهٔ شاه عباس صفوی ساخته شده‌است و با ۴۰۰ سال قدمت جزء ابنیهٔ تاریخی شهر لار محسوب می‌شود. «کاروانسرای سه نخود» 
در زمان قاجاریه توسط فردی از بزرگان شهر لار اداره و از آن برای تخلیهٔ بارهای شتر و انتقال کالا از لار به مناطق اطراف استفاده می‌شده‌است. اما پس از فوت او میان پسران او بر سر تصاحب ملک اختلاف افتاد و در نهایت تولیت آن به شخصی به نام حاج ملاعلی داده می‌شود. 

## منبع
- محمدیان، کوخردی، محمد. (شهرستان بستک و بخش کوخرد) ج۱. چاپ اول، دبی: سال انتشار ۲۰۰۵ میلادی.